# Tien quan ca
Tien Quan Ca (Les tropes avancen) és l'himne nacional del Vietnam. Va ser creat per Nguyen Van Cao, sent adoptat el 1946 per Vietnam del Nord. El 1976 es va adoptar per al Vietnam reunificat.